# 1. FC Breslau
Der Erste Fußball-Club Breslau, häufig abgekürzt als 1. FC Breslau, war ein deutscher Sportverein aus Breslau.

## Geschichte
Der Verein wurde 1932 gegründet als die SpVgg 1892 Breslau und der SV Großmarkthalle Breslau miteinander fusionierten. 1936/37 gelang dem Verein der Gewinn der 1. Kreisklasse Breslau, wodurch er an der Aufstiegsrunde zur Bezirksliga Mittelschlesien teilnehmen durfte, die der Verein erfolgreich bestritt und somit in die zweitklassige Bezirksliga Mittelschlesien aufstieg. Bereits die erste Saison in der Bezirksliga 1937/38 konnte gewonnen werden, in der anschließenden Aufstiegsrunde zur Gauliga Schlesien setzte sich Breslau knapp als Zweitplatzierter durch. Somit gelang dem Verein der Durchmarsch aus der Kreisklasse in die Gauliga Schlesien
1939/40 stieg der Verein aus der Gauliga ab. In der Saison 1940/41 zog sich der Verein, vermutlich kriegsbedingt, in der Saison vom Spielbetrieb zurück. Weitere Spielzeiten sind nicht überliefert.